# Fußball-Weltmeisterschaft der Frauen 2015/Kanada
Dieser Artikel behandelt die kanadische Fußballnationalmannschaft der Frauen bei der Fußball-Weltmeisterschaft der Frauen 2015 in Kanada. Kanada nahm zum sechsten Mal an der Endrunde teil – nur bei der ersten Austragung war die Mannschaft nicht qualifiziert. Als Gastgeber musste sich Kanada nicht für die Endrunde qualifizieren.

## Vorbereitung
Kanada begann die Vorbereitung auf die WM bereits im Sommer 2014 mit mehreren Testspielen, von denen nur eins gewonnen wurde:
- 8. Mai 2014 in Winnipeg gegen die USA: 1:1 (1:0)
- 18. Juni 2014 in Vancouver gegen Europameister Deutschland: 1:2 (0:1)
- 25. und 28. Oktober 2014 in Edmonton bzw. Vancouver gegen Welt- und Asienmeister Japan: 0:3 (0:1)  bzw. 2:3 (0:1)
- 24. und 26. November 2014 in Los Angeles gegen Schweden: 1:0 (1:0) und 1:1 (0:0)

In den Testspielen setzte John Herdman insgesamt 27 Spielerinnen ein. Von diesen wurden Josée Bélanger, Kadeisha Buchanan, Jonelle Filigno, Jessie Fleming, Sophie Schmidt, Desiree Scott und Christine Sinclair in allen Spielen eingesetzt, aber nur Buchanan und Sinclair über die volle Spielzeit. Janine Beckie (26. November 2014) und Allysha Chapman (25. Oktober 2014) kamen in den Testspielen zu ihren ersten A-Länderspielen.
Im Januar 2015 gewann Kanada das Vier-Nationen-Turnier mit drei weiteren WM-Teilnehmern in Shenzhen (Volksrepublik China):
- 11. Januar gegen Südkorea 2:1
- 13. Januar gegen Mexiko 2:1
- 15. Januar gegen China 2:1

Im März 2015 nahm die Mannschaft am traditionellen Zypern-Cup teil, dessen Rekordsieger sie ist, und traf dabei auf WM-Teilnehmer Südkorea (1:0 am 6. März) sowie die in den europäischen Playoff-Spielen gescheiterten Mannschaften aus Italien (1:0 am 9. März) und Schottland (2:0 am 4. März). Als Gruppensieger traf Kanada dann im Finale am 11. März auf England und verlor mit 0:1, womit nun beide je dreimal den Zypern-Cup gewonnen haben. Zum parallel stattfindenden und höher besetzten Algarve-Cup 2015 wurde Kanada aber trotz der Hoffnung auf eine Einladung nicht eingeladen. Am 9. April wurde ein Testspiel gegen WM-Teilnehmer Frankreich in Bondoufle mit 0:1 verloren und am 29. Mai  wurde ein Testspiel in Hamilton gegen England mit 1:0 gewonnen.

## Die Mannschaft

### Aufgebot
Der Kader von 23 Spielerinnen (davon drei Torhüterinnen), der dem FIFA-Generalsekretariat spätestens zehn Werktage vor dem Eröffnungsspiel mitgeteilt werden muss, wurde am 27. April 2015 benannt.
| Nr.         | Spielerin          | Geburts- datum | Verein                      | Länder- spiele | Länder- spieltore | WM-Spiele                  | Letzter Einsatz | WM 2015 | WM 2015 | WM 2015      | WM 2015          | WM 2015     | WM 2015 |
| Nr.         | Spielerin          | Geburts- datum | Verein                      | Länder- spiele | Länder- spieltore | WM-Spiele                  | Letzter Einsatz | Sp.     | Tore    | Gelbe Karten | Gelb-Rote Karten | Rote Karten |         |
| Tor         | Tor                | Tor            | Tor                         | Tor            | Tor               | Tor                        | Tor             | Tor     | Tor     | Tor          | Tor              | Tor         |         |
| ----------- | ------------------ | -------------- | --------------------------- | -------------- | ----------------- | -------------------------- | --------------- | ------- | ------- | ------------ | ---------------- | ----------- | ------- |
| 21          | Stephanie Labbé    | 10.10.1986     | vereinslos                  | 020            | 000               |                            | 09.03.2015      | 0       | 0       | 0            | 0                | 0           |         |
| 23          | Karina LeBlanc     | 30.03.1980     | Chicago Red Stars           | 110            | 000               | 7 (1999, 2003, 2007, 2011) | 13.01.2015      | 0       | 0       | 0            | 0                | 0           |         |
| 01          | Erin McLeod        | 26.02.1983     | Houston Dash                | 110            | 000               | 5 (2003, 2007, 2011)       | 27.06.2015      | 5       | 0       | 0            | 0                | 0           |         |
| Abwehr      |                    |                |                             |                |                   |                            |                 |         |         |              |                  |             |         |
| 03          | Kadeisha Buchanan  | 05.11.1995     | West Virginia Mountaineers  | 040            | 002               |                            | 27.06.2015      | 5       | 0       | 1            | 0                | 0           |         |
| 15          | Allysha Chapman    | 25.01.1989     | Houston Dash                | 017            | 001               |                            | 27.06.2015      | 5       | 0       | 1            | 0                | 0           |         |
| 05          | Robyn Gayle        | 31.10.1985     | vereinslos                  | 081            | 002               | 1 (2007, 2011)             | 09.03.2015      | 0       | 0       | 0            | 0                | 0           |         |
| 04          | Carmelina Moscato  | 02.05.1984     | vereinslos                  | 094            | 002               | 1 (2003, 2011)             | 15.06.2015      | 2       | 0       | 0            | 0                | 0           |         |
| 20          | Marie-Ève Nault    | 16.02.1982     | vereinslos                  | 068            | 000               | 2 (2011)                   | 21.06.2015      | 1       | 0       | 0            | 0                | 0           |         |
| 10          | Lauren Sesselmann  | 14.08.1983     | Houston Dash                | 046            | 000               |                            | 27.06.2015      | 4       | 0       | 2            | 0                | 0           |         |
| 07          | Rhian Wilkinson    | 12.05.1982     | Portland Thorns FC          | 166            | 007               | 12 (2003, 2007, 2011)      | 27.06.2015      | 3       | 0       | 0            | 0                | 0           |         |
| 02          | Emily Zurrer       | 12.07.1987     | Jitex BK                    | 082            | 003               | 3 (2011)                   | 09.04.2015      | 0       | 0       | 0            | 0                | 0           |         |
| Mittelfeld  |                    |                |                             |                |                   |                            |                 |         |         |              |                  |             |         |
| 17          | Jessie Fleming     | 11.03.1998     | London NorWest SC           | 018            | 001               |                            | 15.06.2015      | 2       | 0       | 0            | 0                | 0           |         |
| 18          | Selenia Iacchelli  | 05.06.1986     | vereinslos                  | 004            | 000               |                            | 26.11.2014      | 0       | 0       | 0            | 0                | 0           |         |
| 06          | Kaylyn Kyle        | 06.10.1988     | Portland Thorns FC          | 101            | 006               | 3 (2011)                   | 27.06.2015      | 5       | 0       | 0            | 0                | 0           |         |
| 22          | Ashley Lawrence    | 11.06.1995     | West Virginia Mountaineers  | 023            | 001               |                            | 27.06.2015      | 5       | 1       | 0            | 0                | 0           |         |
| 08          | Diana Matheson     | 06.04.1984     | Washington Spirit           | 167            | 015               | 12 (2003, 2007, 2011)      | 27.06.2015      | 1       | 0       | 0            | 0                | 0           |         |
| 13          | Sophie Schmidt     | 28.06.1988     | vereinslos                  | 137            | 016               | 6 (2007, 2011)             | 27.06.2015      | 5       | 0       | 0            | 0                | 0           |         |
| 11          | Desiree Scott      | 31.07.1987     | Notts County                | 095            | 000               | 2 (2011)                   | 27.06.2015      | 5       | 0       | 1            | 0                | 0           |         |
| Angriff     |                    |                |                             |                |                   |                            |                 |         |         |              |                  |             |         |
| 09          | Josée Bélanger     | 14.05.1986     | vereinslos                  | 035            | 006               |                            | 27.06.2015      | 5       | 1       | 1            | 0                | 0           |         |
| 16          | Jonelle Filigno    | 24.09.1990     | Sky Blue FC                 | 071            | 011               | 3 (2011)                   | 21.06.2015      | 3       | 0       | 0            | 0                | 0           |         |
| 19          | Adriana Leon       | 02.10.1992     | Chicago Red Stars           | 038            | 005               |                            | 27.06.2015      | 4       | 0       | 0            | 0                | 0           |         |
| 12          | Christine Sinclair | 12.06.1983     | Portland Thorns FC          | 228            | 155               | 12 (2003, 2007, 2011)      | 27.06.2015      | 5       | 2       | 1            | 0                | 0           |         |
| 14          | Melissa Tancredi   | 27.12.1981     | Chicago Red Stars           | 105            | 022               | 5 (2007, 2011)             | 27.06.2015      | 5       | 0       | 0            | 0                | 0           |         |
| Trainerstab |                    |                |                             |                |                   |                            |                 |         |         |              |                  |             |         |
| Head Coach  | John Herdman       | 19.07.1975     | Canadian Soccer Association |                |                   | 6                          |                 | 5       |         | 0            | 0                | 0           |         |

1. ↑  Nummern gemäß Kaderliste der FIFA
2. ↑  Stand: 27. April 2015
3. 1 2  Stand: 21. Juni 2015
4. ↑  Stand vor der WM
5. ↑  Die FIFA zählt nur 44 Spiele
6. ↑  Als Trainer von Neuseeland 2007 und 2011

## Spiele bei der Weltmeisterschaft
Schon bei der Festlegung der Spielorte und -tage wurde Kanada als Gruppenkopf der Gruppe A festgelegt. Bei der Auslosung am 6. Dezember 2014 wurden China, Neuseeland und WM-Neuling Niederlande zugelost.  Gemäß den Platzierungen in der FIFA-Weltrangliste vor der WM, ist dies die ausgeglichenste Gruppe: Die Kanadierinnen liegen auf Platz 8, die Niederlande auf Platz 12, China auf Platz 16 und Neuseeland auf Platz 17; Gruppenschnitt = 13,25.
Gegen China gab es zuher 25 Spiele, wovon sechs gewonnen wurden, fünf remis endeten (mit einem Sieg im Elfmeterschießen) und 14 verloren wurden. Neuseeland, das lange Zeit vom derzeitigen kanadischen Trainer trainiert wurde, war zuvor zehnmal Gegner der Kanadierinnen und achtmal wurde gewonnen, zweimal wurde remis gespielt. Die Niederländerinnen spielten zuvor ebenfalls zehnmal gegen Kanada. Kanada gewann sechs Spiele, drei endeten remis und eins wurde verloren. Kanada und die Niederlande hatten die größte Distanz zwischen dem zweiten und dritten Gruppenspielort zurückzulegen, knapp 3.600 km Landweg bzw. etwa vier Flugstunden.
Im Eröffnungsspiel sah es lange nach einem torlosen Remis aus, dann wurde die eingewechselte Adriana Leon in der Nachspielzeit im chinesischen Strafraum gefoult. Den fälligen Elfmeter verwandelte Mannschaftskapitänin Christine Sinclair zum 1:0-Siegtreffer. Gegen Neuseeland fehlte dies und so endete dieses Spiel torlos. Gegen die Niederländerinnen ging Kanada dagegen durch das erste Länderspieltor von Ashley Lawrence bereits nach 10 Minuten in Führung und sah lange wie der sichere Sieger aus, dann gelang den Niederländerinnen drei Minuten vor dem Ende der Ausgleich zum 1:1-Endstand. Da sich die anderen Mannschaften aber gegenseitig Punkte abnahmen wurde Kanada mit den wenigsten Toren eines Gastgebers in den Gruppenspielen Tabellenerster. Nur die ausgeschiedenen Ecuadorianerinnen schossen weniger Tore.
Im Achtelfinale traf Kanada auf die Schweiz. Beide waren zuvor seit 2010 viermal aufeinander getroffen, davon zweimal beim Zypern-Cup. Kanada gewann drei Spiele, eins endete remis. Auch diesmal behielt Kanada die Oberhand, aber im Wesentlichen dank einer starken Abwehrleistung und Torhüterin Erin McLeod, die als Spielerin des Spiels ausgezeichnet wurden. Im Angriff konnte insbesondere Christine Sinclair keine Akzente setzen. Lediglich eine gute Kombination gelang und diese führte dann auch zum Siegtreffer.
Kanada traf im Viertelfinale am 27. Juni 2015 in Vancouver auf England, das im Achtelfinale gegen Norwegen erstmals ein WM-K.-o.-Spiel gewonnen hatte. Beide trafen zuvor elfmal aufeinander, davon einmal im ersten WM-Spiel beider Mannschaften und sechsmal beim Zypern-Cup, dessen gemeinsame Rekordsieger beide sind. Mit fünf Siegen für Kanada – zuletzt in der unmittelbaren WM-Vorbereitung – und sechs Niederlagen, davon vier in den letzten fünf Spielen, war die Bilanz leicht negativ für die Kanadierinnen. Kanada begann forsch, geriet dann aber durch einen Abwehrfehler in Rückstand und hatte dann Pech, dass die Torhüterin bei einem Kopfball von der Sonne geblendet wurde und den Engländerinnen so das zweite Tor gelang. Rekordnationalspielerin Sinclair konnte zwar noch vor der Pause den Anschlusstreffer erzielen, in der zweiten Halbzeit konnten aber kaum Torchancen herausgespielt werden, so dass die Engländerinnen erstmals das Viertelfinale überstanden und sich Kanada in die Reihe der Gastgeber einreihte, die im Viertelfinale scheiterten.

### Gruppenspiele
| Pl. | Land        | Sp. | S | U | N | Tore    | Diff. | Punkte |
| --- | ----------- | --- | - | - | - | ------- | ----- | ------ |
| 1.  | Kanada      | 3   | 1 | 2 | 0 | 002:100 | +1    | 05     |
| 2.  | China       | 3   | 1 | 1 | 1 | 003:300 | ±0    | 04     |
| 3.  | Niederlande | 3   | 1 | 1 | 1 | 002:200 | ±0    | 04     |
| 4.  | Neuseeland  | 3   | 0 | 2 | 1 | 002:300 | −1    | 02     |

| Sa., 6. Juni 2015, in Edmonton  |   |            |           |
| Kanada                          | – | China      | 1:0 (0:0) |
| Do., 11. Juni 2015, in Edmonton |   |            |           |
| Kanada                          | – | Neuseeland | 0:0       |
| Mo., 15. Juni 2015, in Montreal |   |            |           |
| Niederlande                     | – | Kanada     | 1:1 (0:1) |

### K.-o.-Runde
| Achtelfinale, So., 21. Juni 2015, in Vancouver  |   |         |           |
| Kanada                                          | – | Schweiz | 1:0 (0:0) |
| Viertelfinale, Sa., 27. Juni 2015, in Vancouver |   |         |           |
| England                                         | – | Kanada  | 2:1 (2:1) |

## Auszeichnungen
Kadeisha Buchanan wurde für den Preis als beste junge Spielerin und auch für das All-Star-Team nominiert.